# 751
Cette page concerne l'année 751  du calendrier julien. Pour l'année 751 av. J.-C., voir 751 av. J.-C.
L'année 751 est une année commune qui commence un vendredi.

## Événements

### Asie
- Juillet : victoire des musulmans, de l'empire du Tibet et des turcs Karlouks sur les chinois de Gao Xianzhi (en) (Kao Sien-chih) à la bataille de Talas ou d’Artlakh. Des milliers de Chinois sont emmenés en captivité à Samarkand[1]. La Chine perd Tachkent et est éliminée de l’Asie centrale. Le bassin du Tarim s’ouvre à la domination turque. L'Islam se répand en Asie centrale. La défaite de la Chine provoque la révolte de certains États vassaux.
- Été : 
  - défaite d'une armée impériale chinoise à Xiaguan. Plus de 60 000 soldats sont tués. Le royaume de Nanzhao (Nan-tchao) au Yunnan, près du lac de Dali, affirme son indépendance[2].
  - défaite du général chinois An Lushan (Ngan Lou-chan) à l’ouest du Liaohe contre les mongols khitans[2].

- L’Arménie se révolte contre les Arabes. L’empereur byzantin reprend et détruit Theodosioupolis et Mélitène (actuelle Malatya en Turquie). Les habitants de cette dernière sont envoyés en Thrace[3].
- Début de la construction du temple-grotte artificiel de Sokkuram, près de la capitale Silla de Kyongju (VIIIe siècle)[4]. Bouddha de granit.
- Des prisonniers chinois font connaître aux Arabes  le secret de la fabrication du papier. Samarkand devient le premier centre de production du monde musulman[5].
- Le Kaifūsō, anthologie de 120 poèmes en chinois écrits par 64 poète japonais, est achevé[6].

### Europe

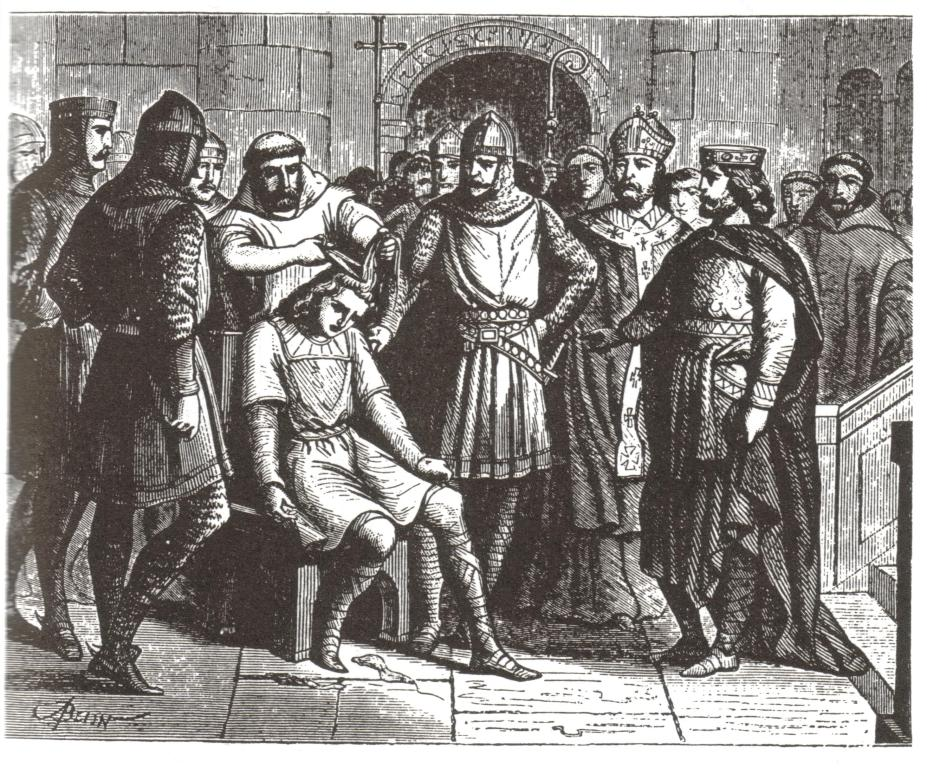
Novembre : Childéric III déposé par Pépin le Bref (XIXe siècle)

- 6 juin : couronnement de Léon IV, empereur byzantin associé à Constantin V Copronyme[7].
- 31 octobre - 23 janvier 752 : assemblée de Soissons[8]. Pépin III dit le Bref (v. 715-768), maire des palais de Bourgogne (741), de Neustrie (741), et d'Austrasie (747) est élu roi des Francs par une assemblée de grands du royaume qu'il a réunie à Soissons. Avec lui débute la dynastie des Carolingiens qui va durer jusqu'en 987. Le dernier roi mérovingien Childéric III, est déposé et cloîtré après avoir été auparavant tondu, ainsi que son fils Thierry ; ce dernier geste enlevait tout pouvoir au « roi chevelu ». L'élection de Pépin ne s'était pas faite sans l'accord du pape Zacharie qui avait donné son accord et sa bénédiction à une ambassade envoyée par Pépin. Cette ambassade fut menée par Burchard, l'évêque de Wurtzbourg et le chapelain Fulrad qui, en récompense de cette mission, fut nommé abbé de Saint-Denis[9].
- 4 juillet : un diplôme du roi des Lombards Aistulf, daté de Ravenne, montre que la ville est aux mains des Lombards[10]. C'est la fin de l'exarchat de Ravenne et de la domination byzantine en Italie centrale.

## Décès en 751
- Childebrand, fils de Pépin dit le Jeune et d'Alpaïde, duc des Francs, comte de Bourgogne (ou 752).